# 全国老人クラブ連合会
全国老人クラブ連合会（ぜんこくろうじんくらぶれんごうかい、英語: Japan Federation of Senior Citizens Clubs）とは、日本の高齢者が組織する団体。全国で活動する老人会・老人クラブの中央組織である。略称は全老連、JFC。機関紙は「全老連」（月刊）。
老人会のナショナルセンターとして、高齢者の全国規模の利益団体として活動している。

## 概要
主な事業として、各地域で活動する老人会への活動支援活動や各種連絡を行いつつ、厚生労働省などの中央官公庁や全国社会福祉協議会などの関係団体との連絡を行う。また老人福祉思想の普及宣伝も行っている。
全国各地の都道府県老人クラブ連合会・政令指定都市老人クラブ連合会を直接の傘下団体として、さらにその下に自治体や地域ごとの老人会が存在する。現在の加盟する老人クラブは延べ103,281クラブ、会員数は5,879,616人である。
老人クラブは、高齢者の親睦会として各個人の孤立を防いだり、高齢者の健康維持の増進や地域の防災に貢献している反面、60代後半まで働く高齢者の増加や「価値観が多様化し『自分はまだ若い』」と思う高齢者の増加などの理由から会員の減少が目立っている。
出典。